# پارک جنگلی تامباجانگ
پارک جنگلی تامباجانگ یک پارک جنگلی در گامبیا است. این پارک در ۱ ژانویه ۱۹۵۴ تأسیس شد و ۷۵۲ هکتار وسعت دارد.
این پارک موقعیتی را در منطقه پست رودخانه در ارتفاع ۳۳ متری اشغال می‌کند.